# Dicranomyia simplissima
Dicranomyia simplissima är en tvåvingeart som beskrevs av Alexander 1915. Dicranomyia simplissima ingår i släktet Dicranomyia och familjen småharkrankar. Inga underarter finns listade i Catalogue of Life.